# Rachel Crow (EP)
Rachel Crow é o extended play de estreia da cantora americana finalista do The X Factor Rachel Crow. O EP foi lançado em 26 de junho de 2012 pela Syco Music e Columbia Records nos Estados Unidos.

## Faixas
| Edição padrão  |                            |                                                              |                |         |  |
| N.º            | Título                     | Compositor(es)                                               | Produtor(es)   | Duração |  |
| 1.             | "Mean Girls"               | Rachel Crow, Toby Gad, Autumn Rowe                           | Gad            | 3:09    |  |
| 2.             | "Rock With You" (com Mann) | Jonas Jerberg, Edythe Craighead, Ronald Dunbar, Silya Nymoen |                | 3:13    |  |
| 3.             | "Lemonade"                 | Isaac Hanson, Mher Filian, Shelly Peiken                     |                | 2:54    |  |
| 4.             | "My Kind of Wonderful"     | Gad, Lindy Robbins, Dionne Bromfield                         |                | 2:55    |  |
| 5.             | "What a Song Can Do"       | Catt Gravitt, Gerald O'Brien, Jackie Wilson                  |                | 3:20    |  |
| Duração total: | Duração total:             | Duração total:                                               | Duração total: | 15:31   |  |